# UFC on ESPN: Cannonier vs. Gastelum
UFC on ESPN: Cannonier vs. Gastelum（ユーエフシー・オン・イーエスピーエヌ：キャノニア・バーサス・ガステラム、別名UFC on ESPN 29）は、アメリカ合衆国の総合格闘技団体「UFC」の大会の一つ。2021年8月21日、ネバダ州ラスベガスのUFC APEXで開催された。

## 大会概要
本大会はジャレッド・キャノニアとケルヴィン・ガステラムによるミドル級戦が組まれた。

## 試合結果

### プレリミナリーカード
第1試合 ウェルター級 5分3R
○  ラミズ・ブラヒマイ vs.  サーシャ・パラトニコフ ×
1R 2:33 リアネイキドチョーク
第2試合 ライト級 5分3R
○  イグナシオ・バハモンデス vs.  ルーズベルト・ロバーツ ×
3R 4:55 KO（右後ろ回し蹴り）
第3試合 ライトヘビー級 5分3R
○  ウィリアム・ナイト vs.  ファビオ・シェラント ×
1R 3:58 KO（左フック→パウンド）
第4試合 女子バンタム級 5分3R
○  ジェジアニ・ヌネス vs.  ベア・マレッキ ×
1R 4:54 KO（左フック）
第5試合 バンタム級 5分3R
○  ブライアン・ケレハー vs.  ドミンゴ・ピラーテ ×
3R終了 判定3-0（30-27、30-27、30-27）
第6試合 フェザー級 5分3R
○  オースティン・リンゴ vs.  ルイス・サルダナ ×
3R終了 判定3-0（29-28、29-28、29-28）

### メインカード
第7試合 フライ級 5分3R
○  アレッシャンドリ・パントージャ vs.  ブランドン・ロイバル ×
2R 1:46 リアネイキドチョーク
第8試合 ライト級 5分3R
○  ヴィンス・ピシェル vs.  オースティン・ハバード ×
3R終了 判定3-0（30-27、30-27、30-27）
第9試合 138.5ポンド契約 5分3R
○  サイードヨクブ・カフラモノフ vs.  トレビン・ジョーンズ ×
3R 4:39 ギロチンチョーク
※カフラモノフの体重超過によりバンタム級から変更。
第10試合 ヘビー級 5分3R
○  パーカー・ポーター vs.  チェイス・シャーマン ×
3R終了 判定3-0（30-27、30-27、29-28）
第11試合 ライト級 5分3R
○  マルク・O・マドセン vs.  クレイ・グイダ ×
3R終了 判定2-1（29-28、28-29、30-27）
第12試合 ミドル級 5分5R
○  ジャレッド・キャノニア vs.  ケルヴィン・ガステラム ×
5R終了 判定3-0（48-47、48-47、48-47）

### 各賞
ファイト・オブ・ザ・ナイト：該当無し
パフォーマンス・オブ・ザ・ナイト：アレッシャンドリ・パントージャ、ジェジアニ・ヌネス、ウィリアム・ナイト、イグナシオ・バハモンデス
各選手にはボーナスとして5万ドルが授与された。

### カード変更
負傷などによるカードの変更は以下の通り。